# 2082
Rok 2082 (MMLXXXII) gregoriánského kalendáře začne ve čtvrtek 1. ledna a skončí ve čtvrtek 31. prosince.

## Předpokládané a naplánované události
- 4. června – 100. výročí premiéry filmu Poltergeist